# Granica czesko-słowacka
Granica czesko-słowacka – granica państwowa, pomiędzy Czechami oraz Słowacją, istniejąca od podziału Czechosłowacji 1 stycznia 1993. Jest wewnętrzną granicą UE oraz strefy Schengen.

## Kształtowanie się granicy
Początkowo granica podziału Czechosłowacji była identyczna do wewnątrzpaństwowej granicy pomiędzy Czechami i Słowacją, stworzonej na podstawie stosunków narodowościowych. W 1997 roku dokonano drobnych korekt granicznych (m.in. wymiana terytoriów oraz uregulowano przebieg w dolnym odcinku rzeki Morawy).

## Przebieg granicy
Granica zaczyna się na trójstyku pomiędzy Polską, Czechami i Słowacją. Pobliskie miejscowości to Mosty (CZE), Jaworzynka (POL) i Świerczynowiec (SVK). Granica biegnie na całym odcinku w kierunku południowo-zachodnim, choć nie stanowi linii prostej.  Ważniejsze miasta czeskie, położone nad granicą to m.in. Zlin, Vsetín, Hodonin, zaś słowackie to Żylina i Trenczyn. Punktem końcowym jest trójstyk z Austrią.

## Przejścia graniczne
Przejścia graniczne zlikwidowano po przystąpieniu do strefy Schengen.

### przejścia drogowe
- Kúty – Břeclav (na szlaku E65, autostradowe, dla ruchu towarowego)
- Brodské – Lanžhot
- Holíč – Hodonín
- Skalica – Sudoměřice
- Vrbovce – Velká nad Veličkou
- Myjava – Velká nad Veličkou
- Moravské Lieskové – Strání
- Drietoma – Starý Hrozenkov
- Horné Srnie – Bylnice
- Lysá pod Makytou – Střelná
- Makov – Horní Bečva
- Makov – Velké Karlovice
- Klokočov – Bílá
- Podzávoz – Šance
- Nová Bošáca – Březová
- Svrčinovec – Mosty u Jablunkova
- Červený Kameň – Nedašov

### przejścia kolejowe
- Kúty – Lanžhot
- Holíč nad Moravou – Hodonín
- Skalica na Slovensku – Sumoměřice nad Moravou
- Myjava (Vrbovce) – Veľká nad Veličkou
- Nemšová – Vlársky Průsmyk
- Lúky pod Makytou – Horní Lideč
- Mosty u Jablunkova – Svrčinovec